# Helena Noguerra
Helena Noguerra (Bruxelas, 18 de maio de 1969) é uma actriz, cantora e apresentadora de televisão belga de ascendência portuguesa. Irmã de Lio, ex-esposa de Philippe Katerine (artista, cantor e comediante) e actual namorada do filho de Guy Bedos, Nicolas Bedos (dramaturgo). Os seus temas foram usados em comerciais e programas de televisão como Lunettes noires pour nuits blanches de Thierry Ardisson (1988-1990).

## Filmografia
- 2002: Ah ! si j'étais riche
- 2004: Peau de cochon
- 2005: La Boîte noire
- 2006: Dans Paris
- 2008: Peep-Show Heros (X-Plicit films)
- 2009: A Vida Privada de Salazar
- 2010: L'Arnacœur
- 2010: Mumu
- 2011: L'Élève Ducobu
- 2011: On ne choisit pas sa famille
- 2012: Les Vacances de Ducobu
- 2012: La Clinique de l'amour
- 2022: L'Homme de Nos Vies

## Discografia
- 1988: Lunettes noires SP Carrère 14405 - 1er 45 tours
- 1992: Rivière des anges CD maxi WEA 9031 77361 2
- 1996: Ollano de Marc Colin (Nouvelle Vague)
- 1999: Projet: bikini
- 2001: Azul
- 2004: Née dans la nature
- 2006: Bang
- 2006: Dillinger Girl & Baby Face Nelson dúo con Federico Pellegrini
- 2007: Fraise Vanille